# Best Wishes (スターダストレビューのアルバム)
『Best Wishes』（ベスト・ウィッシーズ）は、スターダストレビュー3枚目のベスト・アルバム。1990年5月25日に発売された。

## 解説
1987年の『SUPER DONUTS』以来、2年半振りのベスト・アルバム。
デビュー曲「シュガーはお年頃」から、最新曲「君のキャトル・ヴァン・ディス」まで全19曲のシングル表題曲のが収録されている。
既発ベスト・アルバム『TO YOU -夢伝説-』『SUPER DONUTS』はシングル曲の他にもアルバム未収録曲などが収録されていたが、本作はシングルのみで構成されている。

## アートワーク
ブックレットには、全シングル曲のコメント・バイオグラフィー・メンバー紹介・過去のライブツアー・アルバム・ビデオのデータなどが掲載されている。
再発盤のブックレットには、過去アルバムのディスコグラフィーに加え、リーダー根本要がアルバムについて取材されている模様が掲載されている。

## 収録曲
編曲：スターダスト・レビュー（DISC.1/DISC.2：1，2)、三谷泰弘（DISC.2：3-10）

### DISC.1
1. シュガーはお年頃
1枚目シングル
2. 銀座ネオン・パラダイス
2枚目シングル　アルバム初収録
3. ブラックペッパーのたっぷりきいた私の作ったオニオンスライス
3枚目シングル
4. トワイライト・アヴェニュー
4枚目シングル
5. 夢伝説
5枚目シングル
6. 想い出にかわるまで
6枚目シングル
7. Single Night
7枚目シングル
8. 6月のジングル・ベル
8枚目シングル
9. 今夜だけきっと
9枚目シングル

### DISC 2
1. もう一度ハーバーライト
10枚目シングル
2. 心の中のFollow Wind
11枚目シングル
3. One More Time
12枚目シングル
4. メビウスの瞳
13枚目シングル
5. Stay My Blue - 君が恋しくて -
14枚目シングル
6. Northern Lights -輝く君に-
15枚目シングル
7. 夏のシルエット
16枚目シングル
8. Be My Lady
17枚目シングル
9. Lonely Snow Bird
18枚目シングル　アルバム初収録
10. 君のキャトル・ヴァン・ディス
19枚目シングル　アルバム初収録
11. Single Night （LIVE VERSION：1990年8月31日）
2002年以降再発盤のみに収録のボーナス・トラック。